# فهرست آثار ملی شهرستان فریمان
فهرست آثار ملی شهرستان فریمان شامل ۴۸ اثر ملی در شهرستان فریمان است که تا ۱۳۹۷ به ثبت رسیده‌اند که سهم این شهرستان در سطح استان خراسان رضوی که بالغ بر ۱۴۰۷ اثر تاریخی ثبت شده دارد معمول است.
مجموعه تاریخی سنگ بست اولین اثر ملی این شهرستان است که در ۱۵ دی ۱۳۱۰ خورشیدی در فهرست آثار ملی ایران قرار گرفت.

## آثار ثبت‌شده
| ردیف         | نام اثر                     | نگاره          | دیرینگی                                            | موقعیت | شمارهٔ ثبت | تاریخ ثبت      | منبع   |
| بناها        | بناها                       | بناها          | بناها                                              | بناها | بناها     | بناها          | بناها  |
| ------------ | --------------------------- | -------------- | -------------------------------------------------- | --- | --------- | -------------- | ------ |
| ۱            | رباط فریمان                 | بارگذاری تصویر | دوره صفوی - دوره قاجار                             | شهر فریمان - خیابان امام موسی صدر                                                                          | ۲۵۸۰      | ۵ بهمن ۱۳۷۸    | [ ۴ ]  |
| ۲            | سد فریمان                   |                | اسلامی                                             | ۳/۵ کیلومتری جنوب‌غربی روستای تقی‌آباد ۳۵°۳۶′۴۸″ شمالی ۵۹°۵۰′۰″ شرقی / ۳۵٫۶۱۳۳۳°شمالی ۵۹٫۸۳۳۳۳°شرقی          | ۳۵۲۲      | ۲۵ اسفند ۱۳۷۹  | [ ۵ ]  |
| ۳            | مزار نظام‌الدین عشق‌آباد      | بارگذاری تصویر | دوره تیموری                                        | روستای عشق‌آباد                                                                                             | ۴۴۶۵      | ۵ آذر ۱۳۸۰     | [ ۶ ]  |
| ۴            | خانه شهید مرتضی مطهری       | بارگذاری تصویر | اوایل دوره پهلوی                                   | شهر فریمان - خیابان امام خمینی، خیابان شهید مطهری                                                          | ۵۹۳۲      | ۸ مرداد ۱۳۸۱   | [ ۷ ]  |
| ۵            | قلعه کهنه رزمگاه            | بارگذاری تصویر | سده ۷ تا ۱۲ ق                                      | روستای رزمگاه علیا                                                                                         | ۱۰۱۸۲     | ۲۳ شهریور ۱۳۸۲ | [ ۸ ]  |
| ۶            | مزار بی آبه                 | بارگذاری تصویر | سده ۱۰ - ۱۱ ق                                      | ۱۰۰ متری غرب روستای بی آبه                                                                                 | ۱۰۴۵۵     | ۲ آبان ۱۳۸۲    | [ ۹ ]  |
| ۷            | آرامگاه رزمگاه              | بارگذاری تصویر | دوره صفوی                                          | روستای رزمگاه علیا                                                                                         | ۱۰۴۵۶     | ۲ آبان ۱۳۸۲    | [ ۱۰ ] |
| ۸            | ساختمان اداره قند و شکر     | بارگذاری تصویر | دوره پهلوی                                         | شهر فریمان - بافت قدیم شهر، خیابان طالقانی                                                                 | ۱۰۸۹۴     | ۲ بهمن ۱۳۸۲    | [ ۱۱ ] |
| ۹            | ساختمان شهرداری             |                | دوره پهلوی                                         | شهر فریمان - حاشیه میدان امام خمینی، مقابل ساختمان بنیاد                                                   | ۱۰۸۹۵     | ۲ بهمن ۱۳۸۲    | [ ۱۲ ] |
| ۱۰           | ساختمان بنیاد شهید          |                | پهلوی اول                                          | شهر فریمان - ضلع شمالی میدان امام خمینی                                                                    | ۱۰۸۹۶     | ۲ بهمن ۱۳۸۲    | [ ۱۳ ] |
| ۱۱           | ساختمان اداره کشاورزی       |                | دوره پهلوی                                         | شهر فریمان - بافت قدیم شهر، خیابان طالقانی                                                                 | ۱۰۸۹۷     | ۲ بهمن ۱۳۸۲    | [ ۱۴ ] |
| ۱۲           | دبیرستان شهید بهشتی         |                | پهلوی اول                                          | شهر فریمان - بافت قدیم شهر، خیابان طالقانی ۳۵°۴۲′۲۷″ شمالی ۵۹°۵۰′۵۶″ شرقی / ۳۵٫۷۰۷۵۰°شمالی ۵۹٫۸۴۸۸۹°شرقی   | ۱۰۸۹۸     | ۲ بهمن ۱۳۸۲    | [ ۱۵ ] |
| ۱۳           | ساختمان بانک ملی فریمان     |                | دوره پهلوی                                         | شهر فریمان - بافت قدیم شهر، خیابان طالقانی                                                                 | ۱۰۹۱۸     | ۲۷ بهمن ۱۳۸۲   | [ ۱۶ ] |
| ۱۴           | دروازه ورودی فریمان         | بارگذاری تصویر | دوره پهلوی                                         | شهر فریمان - ابتدای خیابان طالقانی                                                                         | ۱۰۹۲۱     | ۲۷ بهمن ۱۳۸۲   | [ ۱۷ ] |
| ۱۵           | قلعه حسن‌آباد                | بارگذاری تصویر | دوره قاجار                                         | روستای حسن‌آباد                                                                                             | ۱۱۰۲۶     | ۱۷ مرداد ۱۳۸۳  | [ ۱۸ ] |
| ۱۶           | چهاردالان                   | بارگذاری تصویر | پهلوی اول                                          | شهر فریمان - خیابان شهید سجودی، چهار دالان                                                                 | ۱۱۰۲۸     | ۱۷ مرداد ۱۳۸۳  | [ ۱۹ ] |
| ۱۷           | حمام شاهان گرماب            | بارگذاری تصویر | دوره صفوی                                          | روستای شاهان گرماب                                                                                         | ۱۱۰۳۲     | ۱۷ مرداد ۱۳۸۳  | [ ۲۰ ] |
| ۱۸           | رباط سنگ بست                | بارگذاری تصویر | دوره تیموری                                        | روستای سنگ‌بست                                                                                              | ۱۱۰۴۷     | ۱۷ مرداد ۱۳۸۳  | [ ۲۱ ] |
| ۱۹           | قلعه سرچشمه محمدآباد        | بارگذاری تصویر | سده ۹ تا ۱۲ ق                                      | روستای سرچشمه محمدآباد                                                                                     | ۱۱۰۴۸     | ۱۷ مرداد ۱۳۸۳  | [ ۲۲ ] |
| ۲۰           | آب‌انبار سعدآباد             | بارگذاری تصویر | دوره قاجار                                         | روستای سعدآباد                                                                                             | ۱۱۰۸۹     | ۱۶ شهریور ۱۳۸۳ | [ ۲۳ ] |
| ۲۱           | حمام مسجد قلندرآباد         | بارگذاری تصویر | دوره قاجار                                         | شهر قلندرآباد - خیابان امام خمینی                                                                          | ۱۱۵۱۴     | ۲۴ اسفند ۱۳۸۳  | [ ۲۴ ] |
| ۲۲           | خانه کارخانه قند (قصر)      | بارگذاری تصویر | پهلوی اول                                          | شهر فریمان - ۱ کیلومتری غرب کارخانه قند فریمان                                                             | ۱۱۶۷۳     | ۲۴ اسفند ۱۳۸۳  | [ ۲۵ ] |
| ۲۳           | قلعه نعمان                  | بارگذاری تصویر | دوره تیموری                                        | بخش مرکزی - بافت روستای نعمان                                                                              | ۱۱۷۷۳     | ۴ خرداد ۱۳۸۴   | [ ۲۶ ] |
| ۲۴           | خانه یاسمنی                 | بارگذاری تصویر | پهلوی اول                                          | شهر فریمان - میدان امام خمینی، خیابان طالقانی                                                              | ۱۱۹۱۹     | ۵ تیر ۱۳۸۴     | [ ۲۷ ] |
| ۲۵           | آب‌انبار سفید سنگ            | بارگذاری تصویر | دوره صفوی                                          | مجاور شهر سفیدسنگ                                                                                          | ۱۲۰۰۲     | ۱۲ تیر ۱۳۸۴    | [ ۲۸ ] |
| ۲۶           | ورودی قدیمی تربت جام فریمان | بارگذاری تصویر | دوره پهلوی                                         | شهر فریمان - انتهای خیابان طالقانی                                                                         | ۱۳۸۸۴     | ۲۵ آبان ۱۳۸۴   | [ ۲۹ ] |
| ۲۷           | ساختمان امورتربیتی          | بارگذاری تصویر | پهلوی اول                                          | شهر فریمان - میدان امام خمینی، خیابان طالقانی غربی                                                         | ۱۳۸۸۵     | ۲۵ آبان ۱۳۸۴   | [ ۳۰ ] |
| ۲۸           | باغ ملی فریمان              |                | پهلوی اول                                          | شهر فریمان - خیابان شهید مطهری                                                                             | ۱۵۸۷۵     | ۲۴ مرداد ۱۳۸۵  | [ ۳۱ ] |
| ۲۹           | بقایای قلعه کته شمشیر       | بارگذاری تصویر | سده ۴ - ۶ ق                                        | حدفاصل روستای کته شمشیر علیا و کته شمشیر سفلی ۳۵°۳۴′۴۶″ شمالی ۶۰°۱′۱۰″ شرقی / ۳۵٫۵۷۹۴۴°شمالی ۶۰٫۰۱۹۴۴°شرقی | ۲۸۱۰۷     | ۱ آذر ۱۳۸۸     | [ ۲ ]  |
| بنا مجموعه‌ها |                             |                |                                                    | |           |                |        |
| ۳۰           | مجموعه تاریخی سنگ بست       |                | اسلامی                                             | روستای سنگ‌بست ۳۵°۵۹′۳۴″ شمالی ۵۹°۴۶′۴۹″ شرقی / ۳۵٫۹۹۲۷۸°شمالی ۵۹٫۷۸۰۲۸°شرقی                                | ۱۶۴       | ۱۵ دی ۱۳۱۰     | [ ۳ ]  |
| تپه‌ها        |                             |                |                                                    | |           |                |        |
| ۳۱           | تپه فرهاد گرد               | بارگذاری تصویر | پیشاتاریخ - اسلامی                                 | شهر فرهادگرد                                                                                               | ۲۱۰۴      | ۲۳ شهریور ۱۳۷۷ | [ ۳۲ ] |
| ۳۲           | تپه گبری شاهان گرماب        | بارگذاری تصویر | پیشاتاریخ                                          | روستای شاهان گرماب                                                                                         | ۱۰۴۵۳     | ۲ آبان ۱۳۸۲    | [ ۳۳ ] |
| ۳۳           | تپه عالم                    | بارگذاری تصویر | پیشاتاریخ                                          | روستای سیاه سنگ                                                                                            | ۱۱۰۲۵     | ۱۷ مرداد ۱۳۸۳  | [ ۳۴ ] |
| ۳۴           | تپه گرد                     | بارگذاری تصویر | سده ۷ - ۸ ق                                        | ۲ کیلومتری شرق روستای سرچشمه محمدآباد                                                                      | ۱۱۰۲۷     | ۱۷ مرداد ۱۳۸۳  | [ ۳۵ ] |
| ۳۵           | تل گرگ                      | بارگذاری تصویر | صدر اسلام                                          | ۱۰ کیلومتری جنوب شهر فریمان                                                                                | ۱۱۰۲۹     | ۱۷ مرداد ۱۳۸۳  | [ ۳۶ ] |
| ۳۶           | تپه قلعه نرگ                | بارگذاری تصویر | سده ۵ تا ۹ ق                                       | روستای نرگ                                                                                                 | ۱۱۰۳۱     | ۱۷ مرداد ۱۳۸۳  | [ ۳۷ ] |
| ۳۷           | تپه احمدآباد                | بارگذاری تصویر | هزاره دوم پیش از میلاد - دوره اشکانی و دوره ساسانی | روستای احمدآباد                                                                                            | ۱۱۰۴۹     | ۱۷ مرداد ۱۳۸۳  | [ ۳۸ ] |
| ۳۸           | تپه طلایی مراغه             | بارگذاری تصویر | دوره ساسانی - سده ۵ تا ۷ ق                         | روستای مراغه                                                                                               | ۱۱۰۵۰     | ۱۷ مرداد ۱۳۸۳  | [ ۳۹ ] |
| ۳۹           | تپه خرگوشی                  | بارگذاری تصویر | دوره ساسانی - سده ۶ - ۷ ق                          | ۲۵۰ متری شرق روستای میاندهی                                                                                | ۱۱۰۷۵     | ۱۶ شهریور ۱۳۸۳ | [ ۴۰ ] |
| ۴۰           | تپه نادر                    | بارگذاری تصویر | پیشاتاریخ - اسلامی                                 | روستای اقر علیا                                                                                            | ۱۱۰۹۰     | ۱۶ شهریور ۱۳۸۳ | [ ۴۱ ] |
| ۴۱           | تپه قلعه سنگی گنبدک         | بارگذاری تصویر | سده ۵ تا ۹ ق                                       | بخش قلندرآباد - ۵۰۰ متری شمال روستای گنبدک                                                                 | ۱۱۱۳۰     | ۱۶ شهریور ۱۳۸۳ | [ ۴۲ ] |
| ۴۲           | تپه قلعه نهسک               | بارگذاری تصویر | دوره صفوی                                          | روستای نهسک                                                                                                | ۱۱۶۷۲     | ۲۴ اسفند ۱۳۸۳  | [ ۴۳ ] |
| ۴۳           | تپه سیاه سنگ                | بارگذاری تصویر | سده‌های اولیه تا میانه اسلامی                       | ۳۰۰ متری شمال‌غرب سیاه سنگ                                                                                  | ۱۳۵۲۹     | ۲۳ مهر ۱۳۸۴    | [ ۴۴ ] |
| ۴۴           | تپه سفالی سنگ بست           | بارگذاری تصویر | سده ۷ - ۸ ق                                        | ؟ | ۲۹۰۵۹     | ۱۳ بهمن ۱۳۸۸   | [ ۲ ]  |
| محوطه‌ها      |                             |                |                                                    | |           |                |        |
| ۴۵           | محوطه زرکک                  | بارگذاری تصویر | سده ۶ تا ۱۲ ق                                      | روستای زرکک                                                                                                | ۱۰۱۸۱     | ۲۳ شهریور ۱۳۸۲ | [ ۴۵ ] |
| ۴۶           | محوطه کارغش بالا            | بارگذاری تصویر | سده ۴ تا ۱۲ ق                                      | ۵ کیلومتری جنوب روستای کارغش علیا                                                                          | ۱۰۴۵۴     | ۲ آبان ۱۳۸۲    | [ ۴۶ ] |
| ۴۷           | محوطه بونی گز               | بارگذاری تصویر | سده ۹ تا ۱۲ ق                                      | شهر فرهادگرد                                                                                               | ۱۱۰۲۴     | ۱۷ مرداد ۱۳۸۳  | [ ۴۷ ] |
| ۴۸           | محوطه هوس                   | بارگذاری تصویر | سده ۹ تا ۱۲ ق                                      | روستای هوس                                                                                                 | ۱۱۰۳۰     | ۱۷ مرداد ۱۳۸۳  | [ ۴۸ ] |